# Adelheidstraße 26 (Quedlinburg)

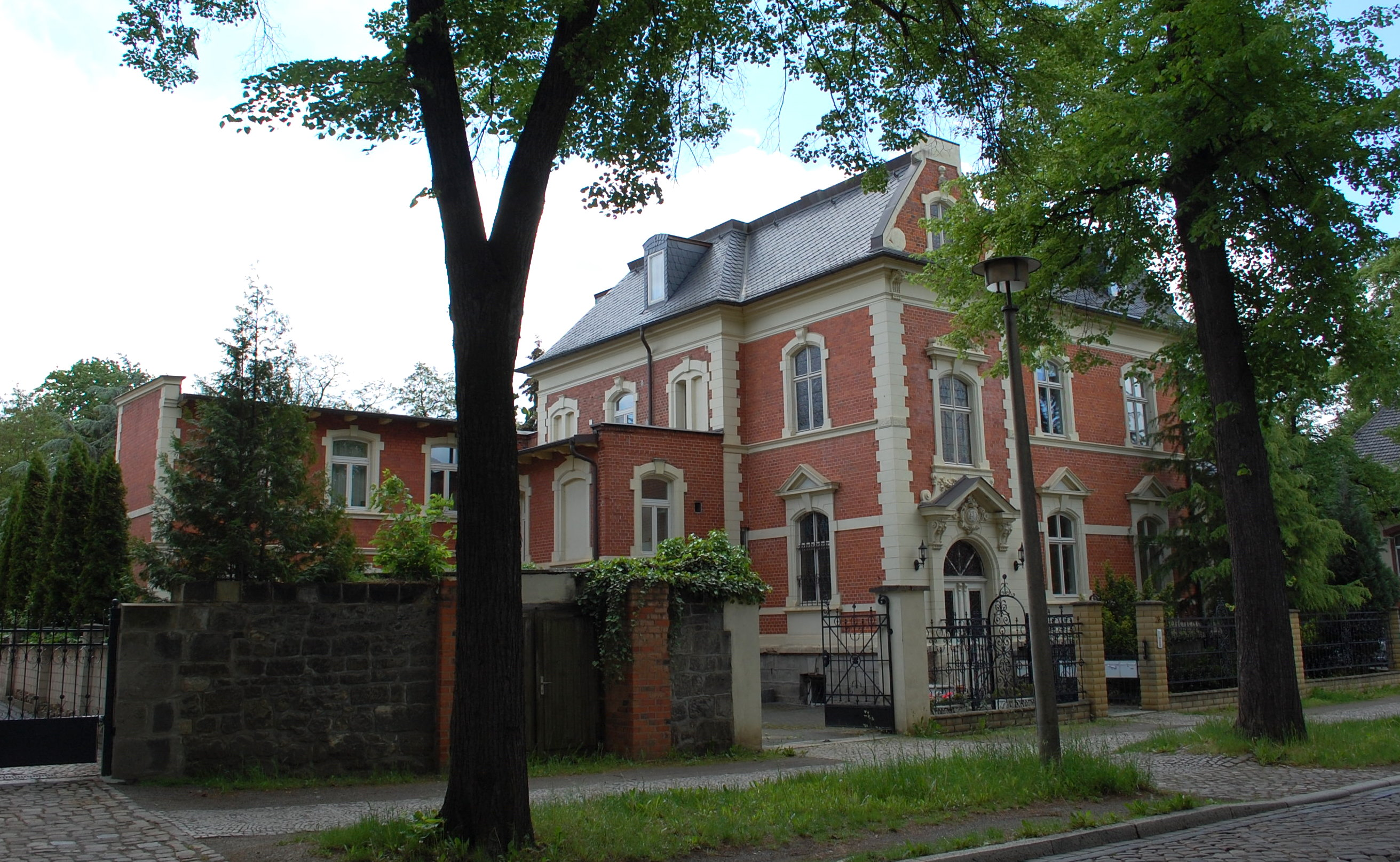
Adelheidstraße 26

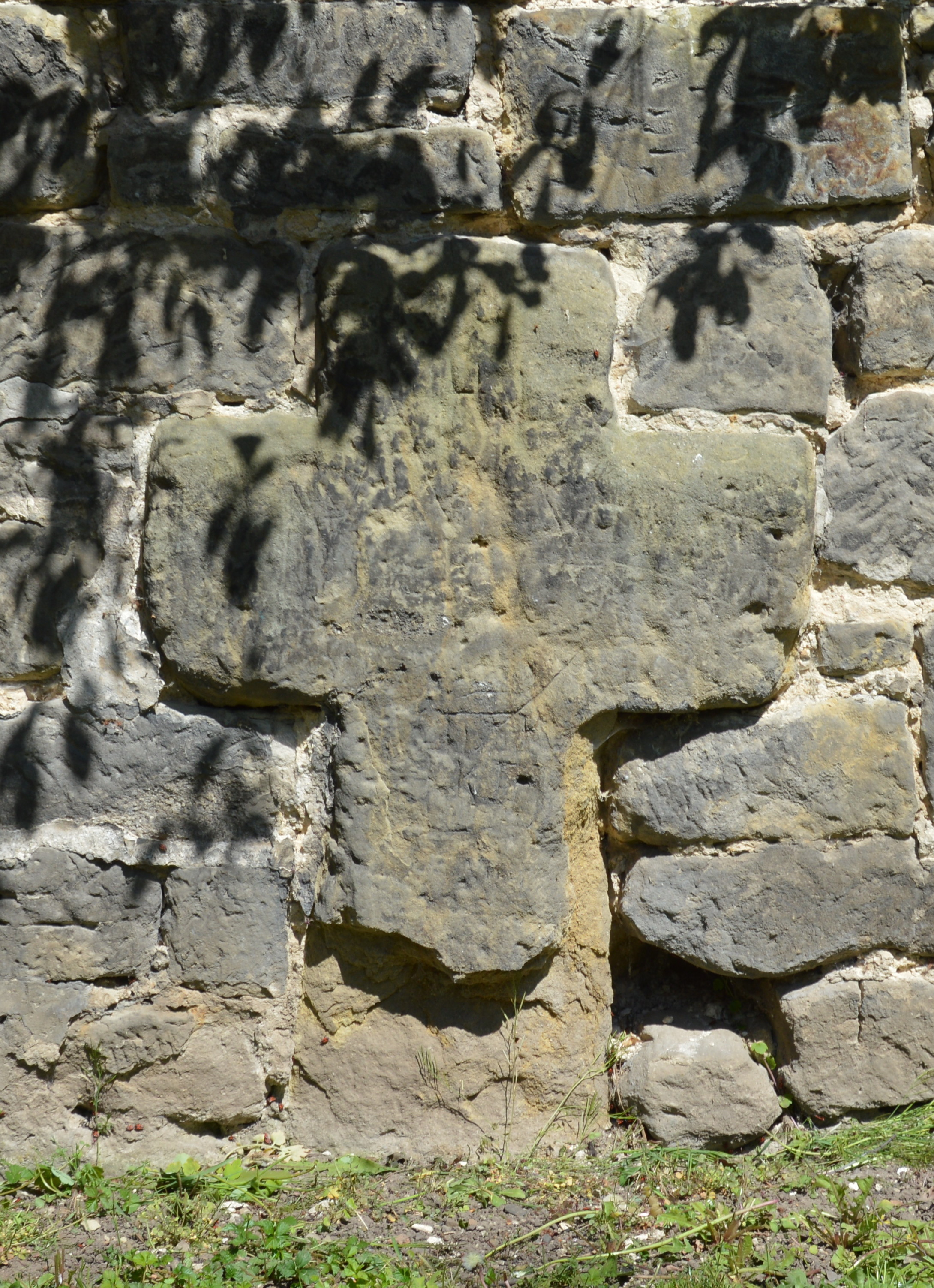
Steinkreuz

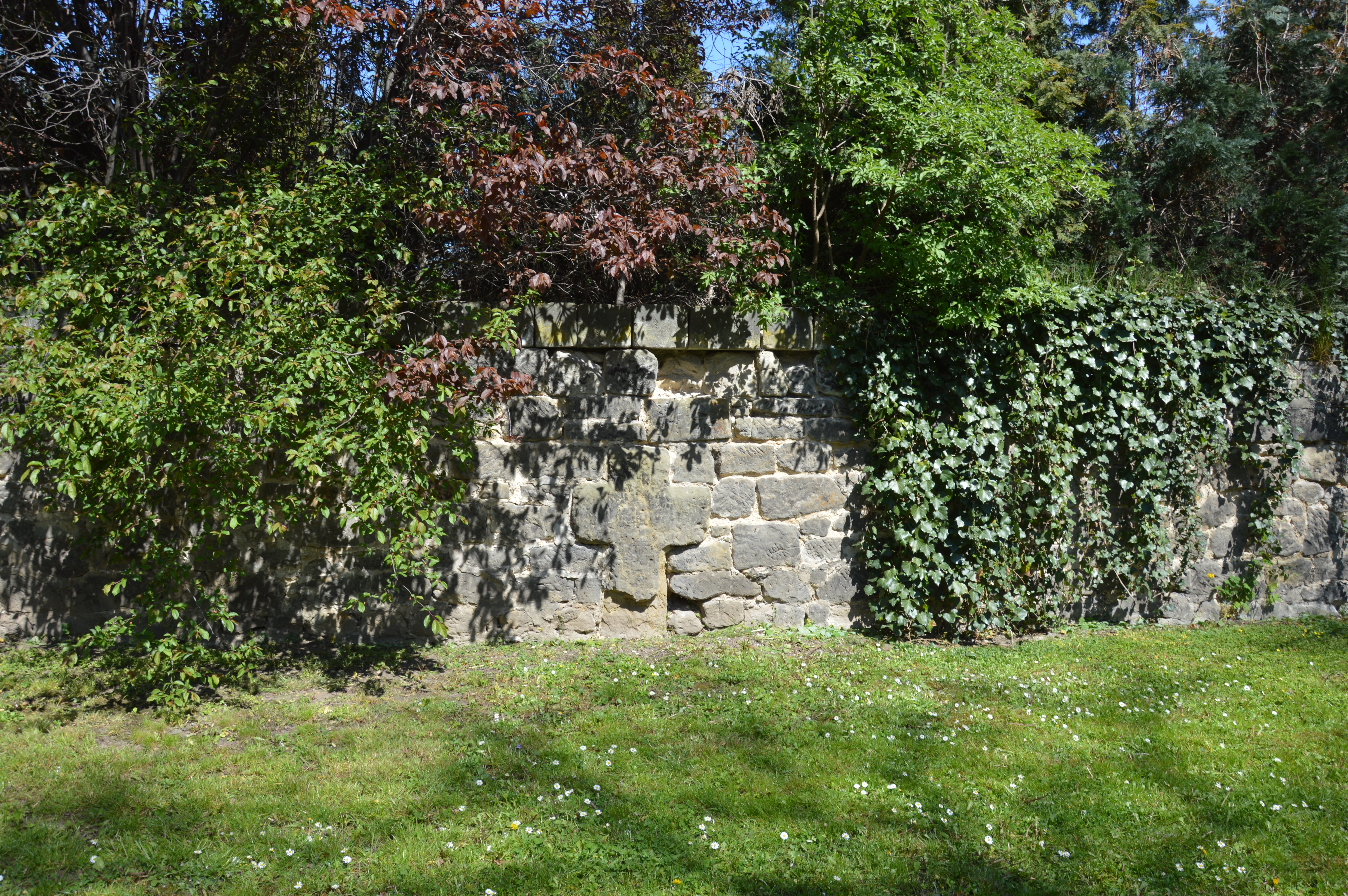
Südliche Grundstückseinfriedung mit Steinkreuz

Das Haus Adelheidstraße 26 ist eine denkmalgeschützte Villa in der Stadt Quedlinburg in Sachsen-Anhalt.

## Architektur und Geschichte
Die Villa entstand als Eckbebauung an der Einmündung der Mauerstraße in die Adelheidstraße als Ruhesitz für den Landwirt Eduard Dietrich. Das im Stil der Neorenaissance gestaltete Gebäude wurde im Jahr 1889 errichtet, Architekt war Max Bösenberg. Die Klinkerfassade wird durch Gesimsbänder und klassisch gestaltete Fensterumrahmungen gegliedert. An der Seite des Gebäudes besteht ein Risalit, in dem sich der Eingang befindet. Der Risalit ist durch ein prächtig gestaltetes Ädikulaportal betont. Oberhalb des Eingangs befindet sich ein im Stil der römischen Spätrenaissance gestaltetes Treppenhausfenster. An der zur Straße zeigenden Gebäudeecke besteht ein Standerker.
Unter Denkmalschutz steht auch die aufwendig gearbeitete Einfriedung. Im örtlichen Denkmalverzeichnis ist die Villa unter der Erfassungsnummer 094 46365 als Baudenkmal verzeichnet.
In der Zeit der DDR lautete die Adresse des Grundstücks Clara-Zetkin-Straße 26.

## Steinkreuz
In der Südseite der Einfriedung ist zur Amelungstraße hin ein mittelalterliches Steinkreuz eingefügt. Ursprünglich befand sich das Kreuz an der nach Wedderstedt führenden Landstraße an der Abzweigung nach Hoym. Das Flurstück an der Straßengabelung trug den Namen an´n Krieze bzw. op´n Krieze. Zumindest im Jahr 1861 befand sich das Kreuz noch vor Ort. Das Feld, auf dem sich das Kreuz befand, gehörte dem Landwirt Eduard Dietrich, der dann um 1890 die Landwirtschaft aufgab und sich zur Ruhe setzte. Er ließ das Kreuz dann in die Einfriedung der als sein Ruhesitz erbauten Villa einfügen.
Das Kreuz ist als lateinisches Kreuz mit parallelen Kanten ausgeführt. Es ist 1,18 Meter hoch und 76 Zentimeter breit, die Tiefe ist unbekannt. Das Kreuz ragt etwa fünf Zentimeter aus der Grundstücksmauer zur Straße hin hervor. Die rechte Kante des Schafts ist abgefast. In den 1980er Jahren wurden Kratzer auf der Ansichtsseite beschrieben. Es wurde vermutet, dass sie als Verkehrsschäden entstanden waren, da die Fläche vor dem Kreuz als Parkplatz genutzt wurde. Später entstanden weitere Schäden. Die untere Hälfte des Schafts ist heute (Stand 2016), soweit sie vor der Mauer vorstand, abgebrochen.
Für den ursprünglichen Standort des Kreuzes bestehen Sagen, wonach dort ein Reiter ohne Kopf, eine weiße Jungfrau und eine einen Schatz bewachende Sau spuken sollen. Ein Bezug der Sagen zum Kreuz selbst oder dem Grund seiner Aufstellung ist jedoch nicht ersichtlich.